# Cot Punti (Woyla Timur)
Cot Punti is een bestuurslaag in het regentschap Aceh Barat van de provincie Atjeh, Indonesië. Cot Punti telt 155 inwoners (volkstelling 2010).